# Fantje z vseh vetrov
Ansambel Fantje z vseh vetrov je slovenska narodnozabavna zasedba, ki deluje od leta 1979. Gre za trio z diatonično harmoniko in večglasnim fantovskim sestavom.

## Zasedba
Ustanovni člani ansambla so bili Vlado Matkovič (harmonika), Branko Cekuta (kitara) in Jože Dobovšek (bas kitara), ki so sestavili inštrumentalni trio, pevski del pa so tvorili Tone Rus (prvi tenor), Franc Pupis (drugi tenor), Franc Kramer (prvi bas) in Mišo Perozzi (drugi bas).
V vseh letih delovanja je ansambel doživel le dve kadrovski spremembi. Po osmih letih je Toneta Rusa nadomestil Primož Berus, pokojnega kitarista Branka Cekuto pa po enajstih letih delovanja Marjan Luzar.

## Delovanje
Prva zasedba je sicer bila ustanovljena že leta 1967. Na začetku se je zbralo devet fantov z vseh koncev Slovenije, od Raven na Koroškem do Kozane v Goriških Brdih. Prvi člani ansambla so bili: Tone Rus - vokal, Franci Pupis - vokal, Franc Kramer - vokal, Dušan Urbajs - trobenta, Darko Abram - klarinet, Drago Gradišek - rog, Zdravko Hribar - harmonika, Hervin Jakončič - kitara in Slavko Vidrih - kontrabas. V tej postavi je ansambel nastopal v mnogih krajih po Sloveniji, v televizijski oddaji Novi ansambli – nove melodije, leta 1969 pa so nastopili tudi na prvem festivalu narodnozabavne glasbe na Ptuju. Dve leti pozneje so v produkciji RT Beograd posneli prvo malo ploščo s štirimi skladbami z naslovom Na Otočcu. Ta prva zasedba ansambla je po dolgih letih ponovno stopila na glasbeni oder 11. avgusta 2019, ko je s skladbo Pridi moj fant nastopila na finalnem večeru petdesetega festivala narodnozabavne glasbe na Ptuju.
Ansambel je nastal leta 1979 iz glasbenikov, ki so večinoma že prej nastopali v različnih glasbenih skupinah in imeli veliko izkušenj, zato so si tudi nadeli ime Fantje z vseh vetrov. Že leta 1969 so Tone Rus, Franc Pupis in Franc Kramer nastopili na prvem ptujskem festivalu in se s skladbo Pridi, moj fant uvrstili v finale. Pesem sta ustvarila Pupis in Kramer. Leta 1971 so pri produkcijski hiši RTB posneli malo ploščo Na Otočcu. V javnosti so se nato predstavili leta 1980 na števerjanskem festivalu, kjer so prejeli prvo nagrado za izvedbo. Pozneje so še večkrat nastopili na tem festivalu in bili nagrajeni.
Avtor vseh inštrumentalnih skladb je Vlado Matkovič, glasbo in besedila za ostale pesmi pa so ustvarili Franc Pupis, Franc Kramer in Tone Rus. Skupno so ustvarili okoli sto izvirnih skladb.
Leta 1998 so prenehali z delovanjem, vendar so se pozneje ponovno zbrali, tokrat z ustanovnim članom Tonetom Rusom. Delujejo še danes.

## Uspehi
Ansambel Fantje z vseh vetrov je na festivalih narodnozabavne glasbe dosegel naslednje uspehe:
- 1980: Festival Števerjan – 1. nagrada strokovne komisije za izvedbo.
- 1981: Festival Števerjan – Nagrada za najboljšo vokalno skupino.
- 1982: Festival Števerjan – Nagrada za najboljšo melodijo.
- 1983: Festival Števerjan – Nagrada občinstva, Franc Pupis je prejel tudi nagrado za najboljše besedilo.
- 1991: Festival Števerjan – Nagrada občinstva.
- 1995: Festival Vurberk – Bronasti zmaj in 1. nagrada strokovne komisije za izvedbo.

## Diskografija
Ansambel Fantje z vseh vetrov je do sedaj izdal naslednje albume:
1. Na Otočcu (1971) – mala plošča
2. Tri lepe stvari (1981) – velika plošča
3. Sosed, dober dan (1983) – velika plošča
4. Vzemi si čas (1986) – kaseta
5. Vrni se domov (1988) – velika plošča
6. Na Gorjance (1995) – kaseta

## Največje uspešnice
Ansambel Fantje z vseh vetrov je najbolj poznan po naslednjih skladbah:
- Nocoj ga pijemo
- Sosed, dober dan
- Tam smo doma
- Te domače viže
- Ti nisi taka
- Vzemi si čas
- Zadnji poletni dan